# ジェームズ・ムーディー
ジェームズ・ムーディー（James Moody, 1907年11月17日 - 1995年）は、北アイルランドのサイレント映画のピアニスト、作曲家。
ベルファスト出身。多くのハーモニカのための作品を残す。22のハーモニカとピアノのための作品、3つのハーモニカと弦楽オーケストラのための協奏曲、8つのハーモニカと管弦楽のための協奏曲、ハーモニカとハープのための作品、ハーモニカと弦楽四重奏のための作品、ハーモニカ・アンサンブルのための作品があり、またその他にも多くの楽器との組み合わせがある。
ハーモニカ作品は全てトミー・ライリーに献呈されており、かれとの共作も行っている。

## 作品
- ハーモニカと管弦楽のための『スペイン幻想曲』
- ハーモニカとハープのためのフランス舞踏組曲
- ハーモニカと管弦楽（またはピアノ）のための小組曲